# Iozefina Păuleţ
Iozefina Werle (nacida Păuleţ) (Iași, 19 de febrero de 1989) es una ajedrecista rumana que ostenta los títulos de Maestra Internacional (MI) y Gran Maestra (WGM) por la Federación Internacional de Ajedrez.

## Carrera
Păuleţ representó en repetidas ocasiones a Rumanía en los Campeonatos Europeos Juveniles de Ajedrez y en los Campeonatos Mundiales Juveniles en distintas categorías de edad, ganando dos medallas: una de oro (en 2002, en el Campeonato Europeo Juvenil de Ajedrez en la categoría femenina Sub-12) y otra de plata (en 2006, en el Campeonato Europeo Juvenil de Ajedrez en la categoría femenina Sub-18). En 2002, ganó el Campeonato Europeo Juvenil de Ajedrez Rápido en la categoría femenina Sub-14. También participó tres veces en el Campeonato Europeo Femenino de Ajedrez por Equipos Sub-18 (2004-2007), donde ganó medallas de oro (2007) y plata (2006) en la clasificación por equipos, así como una medalla de bronce (2007) en la clasificación individual.
Ha ganado tres medallas en el Campeonato de Ajedrez Femenino de Rumanía: dos de plata (2008, 2010) y una de bronce (2009).
Păuleţ jugó con Rumanía en la Olimpiada de Ajedrez Femenino:
- En 2008, en el cuarto tablero de la 38.ª Olimpiada de Ajedrez (femenina) en Dresde (+5, =3, -1).

Jugó para Rumanía y Países Bajos en los Campeonatos Europeos de Ajedrez por Equipos:
- En 2007, en el cuarto tablero del 7.º Campeonato Europeo de Ajedrez por Equipos (femenino) en Heraclión (+6, =1, -2),
- En 2017, en el cuarto tablero del 12.º Campeonato Europeo de Ajedrez por Equipos (femenino) en Creta (+3, =2, -3).

En 2005, obtuvo el título de Maestra Internacional FIDE (WIM) y cuatro años más tarde recibió el título de Gran Maestra FIDE (WGM).
Actualmente vive en los Países Bajos, donde se casó con el gran maestro de ajedrez neerlandés Jan Werle el 7 de septiembre de 2019.